# Machault (Seine-et-Marne)
Machault [maʃo] ist eine französische Gemeinde mit 790 Einwohnern (Stand: 1. Januar 2022) im Département Seine-et-Marne in der Region Île-de-France. Sie gehört zum Arrondissement Melun und zum Kanton Nangis (bis 2015: Kanton Le Châtelet-en-Brie).
Die Einwohner werden Machauliens genannt.

## Geographie
Machault liegt etwa 15 Kilometer südöstlich von Melun, rund 57 Kilometer südöstlich von Paris und wird vom Ru de la Vallée Javot durchflossen.

### Nachbargemeinden
Umgeben ist Machault von den Gemeinden Le Châtelet-en-Brie im Norden und Nordwesten, Pamfou im Osten und Nordosten, Valence-en-Brie im Osten, Vernou-la-Celle-sur-Seine im Süden, Champagne-sur-Seine im Südwesten, Héricy im Westen sowie Féricy im Nordwesten.

## Bevölkerungsentwicklung
| Jahr      | 1962 | 1968 | 1975 | 1982 | 1990 | 1999 | 2006 | 2013 |
| Einwohner | 332  | 316  | 305  | 367  | 538  | 634  | 685  | 771  |

## Sehenswürdigkeiten
- Kirche Saint-Vincent aus dem 12. Jahrhundert (Monument historique)

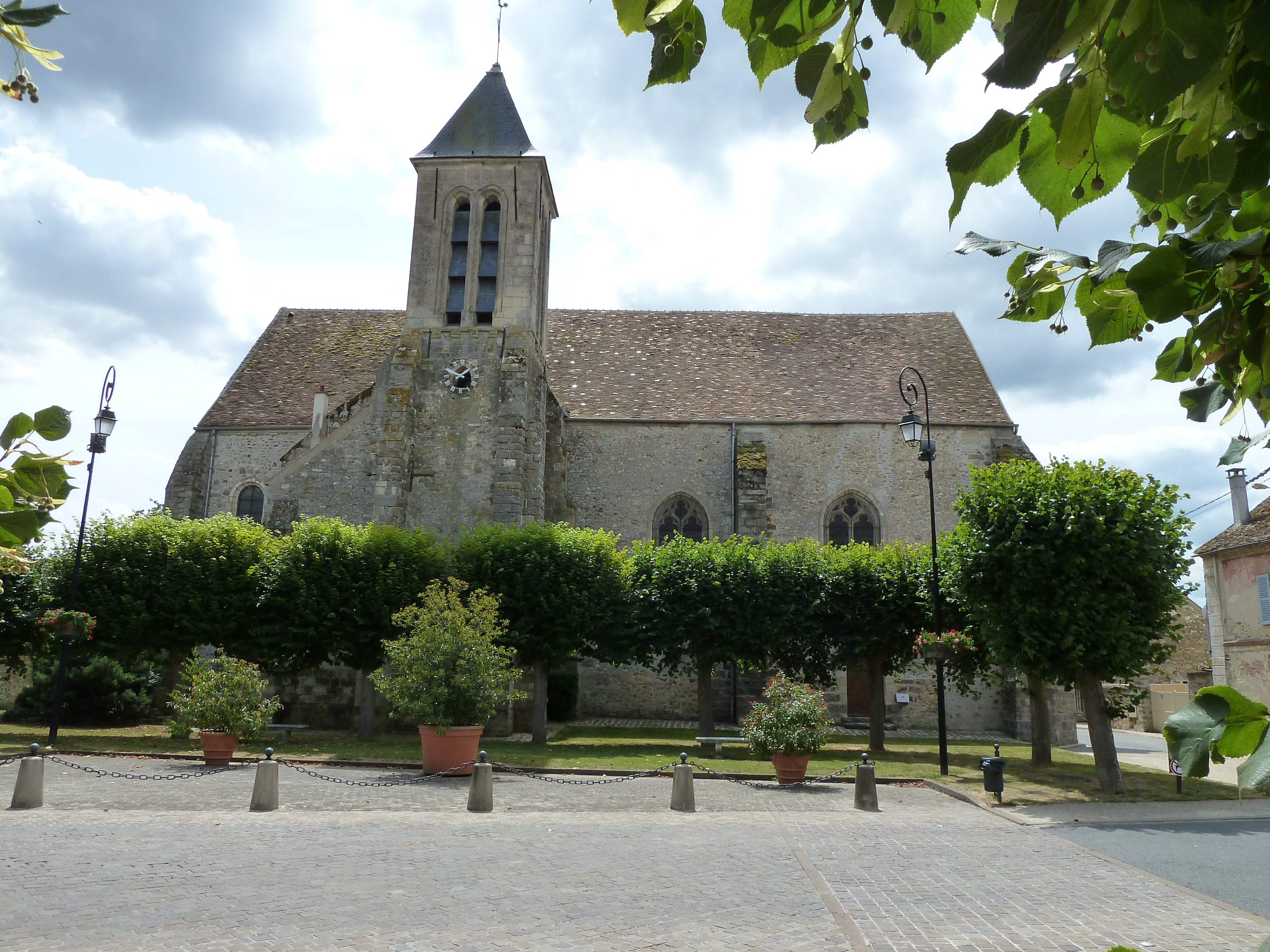
Kirche Saint-Vincent